# 오라두르쉬르글란 학살

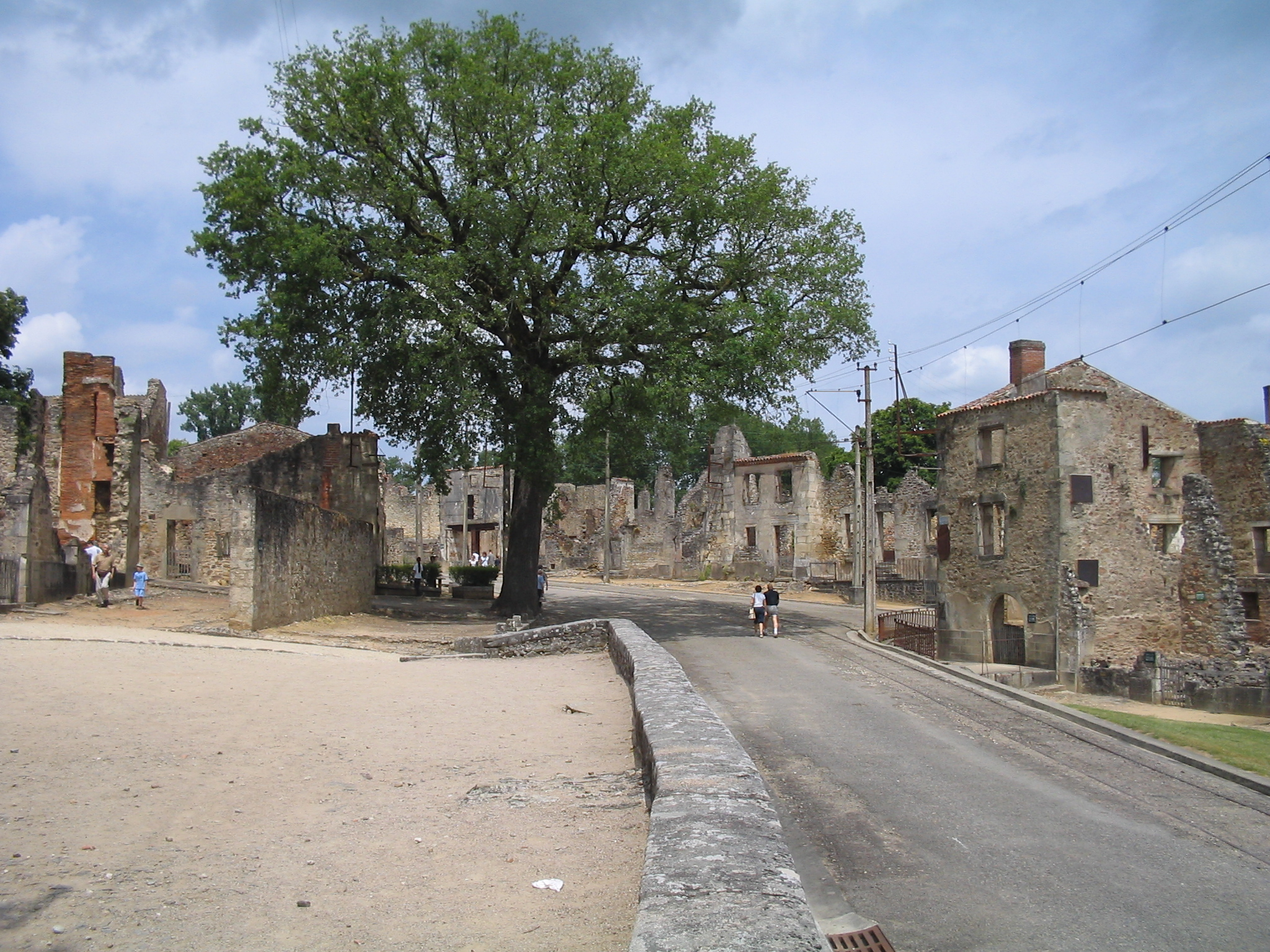

오라두르쉬르글란 학살(프랑스어: Massacre d'Oradour-sur-Glane, 독일어: Massaker von Oradour)은 1944년 6월 10일 나치 지배 하의 프랑스 오트비엔 주 오라두르쉬르글란에서 무장친위대가 행한 학살 사건이다. 성인 남자 190명, 성인 여자 247명, 어린이 205명이 학살로 살해되었다.

## 같이 보기
- 바비 야르
- 카틴 학살
- 리디체 학살